# Ceriale
Ceriale – miejscowość i gmina we Włoszech, w regionie Liguria, w prowincji Savona.
Według danych na rok 2004 gminę zamieszkiwało 5268 osób, 478,9 os./km².